# 東京本拠地時代のファイターズ主催試合の地方球場一覧
東京本拠地時代のファイターズ主催試合の地方球場一覧（とうきょうほんきょちじだいのファイターズしゅさいしあいのちほうきゅうじょういちらん）では東京都に本拠地を置いていた時のファイターズ（東急フライヤーズ、急映フライヤーズ、東映フライヤーズ、日拓ホームフライヤーズ、日本ハムファイターズ）のホームスタジアムの歴代本拠地駒澤野球場→明治神宮野球場→後楽園球場→東京ドーム以外で公式戦を主催した野球場を列記する（フランチャイズ制度が導入された1952年から）（東京ドーム本拠地最終年度の2003年まで）。
なお、北海道に本拠地を移転した2004年以降は、北海道日本ハムファイターズ主催試合の地方球場一覧を参照。

## 東京都（保護地域）
- 後楽園球場（1948年 - 1953年途中、1964年 - 1987年）※1962年 - 1963年も学生野球シーズンを中心に数試合を開催した。特に1963年は東映が後楽園、国鉄スワローズが神宮という翌年からの体制を前倒しした日程も組まれていた[1]。また、1973年 - 1977年の「ジプシー・ロッテ」時代は、ロッテオリオンズ主催の日拓ホーム→日本ハム戦が後楽園球場と神宮球場で行われた年度もあった。
- 駒澤野球場（1953年途中 - 1961年）
- 明治神宮野球場（1962年 - 1963年）※1964年 - 1980年も準本拠地として使用
- 東京ドーム（1988年 - 2003年）※2004年以降も準本拠地として使用（同年以降は別途他球団主催での開催もあり）

## 北海道
- 函館市民球場（1951年）
- 北見市営球場（1952年）
- 上砂川球場（1953年）
- 釧路市営球場（1953年）
- 北見東陵公園野球場（1953年）
- 室蘭富士鉄球場（1953年）
- 札幌市円山球場（1965年、1975年 - 2000年）
- 旭川スタルヒン球場（1984年 - 1986年、1995年、2000年）
- 帯広の森野球場（1991年）
- 釧路市民球場（ウインドヒルひがし北海道スタジアム）（1992年）
- 千代台公園野球場（函館オーシャンスタジアム）（1996年）
- 札幌ドーム（2001年 - 2003年）

## 東北

### 青森県
- 青森市営野球場（1968年、1970年、1972年、1974年、1977年、1979年、1982年、1984年）
- 八戸長根球場（1972年）
- 弘前市運動公園野球場（1979年、1982年、1984年）

### 岩手県
- 盛岡市営野球場（1951年）
- 岩手県営野球場（1983年 - 1992年）

### 宮城県
- 宮城球場（現：楽天モバイルパーク宮城）（1972年）※1973年以降はロッテを中心とした他球団主催試合で、2005年からは楽天主催試合でビジターチームとして使用

### 秋田県
- 秋田市営八橋球場（現：さきがけ八橋球場）（1962年、1964年、1968年）

### 山形県
- 山形市営球場（1967年）
- 山形県野球場（現：ヤマリョースタジアム山形）（1986年 - 1991年、1994年 - 1996年）

### 福島県
- 平市営球場（1962年）
- 会津若松市営球場（1962年）
- 郡山総合運動場開成山野球場（現：ヨーク開成山スタジアム）（1972年、1987年）
- 福島県営あづま球場（1988年 - 1992年、1994年 - 1997年、2000年 - 2001年、2003年<1998年、1999年は中止>）
- いわきグリーンスタジアム（1997年 - 2002年）

## 関東

### 茨城県
- 茨城県営球場（1952年、1962年）
- 水戸市民球場（1989年 - 1992年）
- ひたちなか市民球場（2000年 - 2002年<2003年は中止>）

### 栃木県
- 宇都宮総合球場（1962年）
- 宇都宮清原球場（1990年 - 1992年）

### 群馬県
- 桐生新川球場（1952年、1953年）
- 高崎市城南野球場（1953年）
- 群馬県立敷島公園野球場（現：上毛新聞敷島球場）（1987年 - 1993年、1995年<1989年は中止>）

### 千葉県
- 木更津市営球場（1952年）

### 東京都
- 上井草球場（1950年）
- 昭和町公園野球場（1950年）
- 東京スタジアム（1962年 - 1963年）

### 神奈川県
- 横須賀市営追浜球場（1950年）
- 川崎球場（1952年）
- 横浜公園平和野球場（1952年）

### 山梨県
- 山梨県営甲府飯田球場（1952年）

## 中部

### 長野県
- 市営岡谷球場（1950年）
- 下諏訪町営野球場（1951年、1952年）
- 長野県営松本野球場 （1951年、1953年、1978年）
- 伊那町営球場（1952年）
- 飯田市営今宮球場（1953年）
- 上田市営球場（1957年）
- 松本市野球場（1999年）

### 静岡県
- 静岡県営草薙球場（1950年、1952年 - 1953年、1974年 - 1977年、1990年 - 1991年<1992年は中止>）
- 沼津市営球場（1952年）
- 伊東スタジアム（1952年）
- 浜松球場（1975年、1990年、1992年<1991年は中止>）

### 富山県
- 富山市民球場アルペンスタジアム（1992年）

### 福井県
- 福井市営球場（1951年）
- 福井県営球場（1992年）

### 愛知県
- 大須球場（1950年、1951年）
- 豊橋市営球場（1952年）

## 近畿

### 京都府
- 京都市西京極総合運動公園野球場（西京極球場）（現：わかさスタジアム京都）（1968年）

### 大阪府
- 藤井寺球場（1950年）
- 大阪球場（1950年、1951年、1973年）

### 兵庫県
- 阪急西宮スタジアム（1950年、1951年）

## 中国・四国

### 岡山県
- 岡山県倉敷スポーツ公園野球場（倉敷マスカットスタジアム）（1995年 - 1999年）

### 山口県
- 徳山市野球場（1986年、1989年）

### 徳島県
- 徳島県営鳴門球場（オロナミンC球場）（1975年）
- 徳島県営蔵本球場（現：むつみスタジアム）（1975年）

### 香川県
- 香川県営野球場（オリーブスタジアム）（現：レクザムスタジアム）（1993年 - 2002年）

### 愛媛県
- 松山中央公園野球場（坊っちゃんスタジアム）（2000年 - 2002年）

## 九州

### 福岡県
- 平和台野球場（1979年 - 1988年）

### 長崎県
- 長崎県営野球場（長崎ビッグNスタジアム）（1998年）

### 熊本県
- 熊本市水前寺野球場（1951年）
- 藤崎台県営野球場（現：リブワーク藤崎台球場）（1974年）

### 鹿児島県
- 鴨池市民球場（1951年）
- 鹿児島県立鴨池野球場（現：平和リース球場）（1980年）

## 備考
駒澤野球場（駒沢）は1953年9月完成であり、同年8月までは後楽園球場（後楽園）を使用していた。
明治神宮野球場（神宮）は駒沢が1964年の東京オリンピックに備えた競技施設の整備の関係で閉鎖されたことに伴い使用することになったが、本来は学生野球優先であることから学生野球が行われていない日を選んで開催したため、年間開催試合数に制限（32試合前後）があった。1962年の日本シリーズも第3戦と第4戦は神宮で開催されたが、第5戦は学生野球開催のため後楽園球場を使用した。その後国鉄スワローズが神宮を本拠地として使用することになったため1964年から後楽園を正式な本拠としたが、その後も1980年までは同球団の許可を得て試合数を減らしながら神宮で主催試合を行っていた。また、1972年限りでロッテの本拠地だった東京スタジアムが閉鎖された影響から、1973年から1977年まではロッテ主催の日拓ホーム→日本ハム戦が後楽園や神宮で行われたことがある。
2003年まで本拠地としていた東京ドームでの開催は首都圏のファンに配慮したものでもあるが、2004年以降は東京都を保護地域としている読売ジャイアンツ（巨人）とヤクルトの許可が得られれば東京都内での他球団主管試合の開催が可能となったため、日本ハム以外のパ・リーグ球団が主催する試合も行われるようになり、その対戦相手は日本ハムが指定されることが多い。そのため日本ハム主催の7-9試合に加え他球団主催（セ・パ交流戦の巨人主催も含む）の試合を入れると、年間10-12試合が東京ドームで行われている。